# Directorio de informaciones personales
Un directorio de informaciones personales es una lista o recopilación de perfiles, de nombres, y/o de fotografías, correspondientes a los miembros de una organización, o de un grupo, o de los participantes de un evento o de un proyecto, etc.
En inglés, el término correspondiente es face book o facebook, y designa un impreso o un directorio en línea, que recoge información personal y fotografías de un grupo de personas; en el inicio (años 1980-85) principalmente recogía información básica sobre estudiantes de un determinado centro educativo, y era distribuido por las universidades (especialmente al comienzo del año académico), con la intención de facilitar a dichos estudiantes el conocimiento tanto de los profesores y del personal del centro educativo como de sus propios pares.
En francés, el término correspondiente es trombinoscope.

## Historia
Universidades e institutos terciarios en los Estados Unidos, con frecuencia elaboran publicaciones oficiales o no oficiales con informaciones sobre sus estudiantes, sus institutos y divisiones, y su personal, junto con imágenes y datos biográficos. Al principio de los años 2000, estos directorios comenzaron a implementarse "en línea", ofreciendo así nuevas facilidades e información ampliada y permanentemente actualizada, y entre otras cosas incluyendo contraseñas de protección, y posibilidades avanzadas de búsqueda y de indexación, así como también facilidades ampliadas para que los propios usuarios pudieran actualizar sus respectivos registros.
Al inicio de 2004, Mark Zuckerberg, un sophomore (o sofomoro) de la Universidad de Harvard, creó un directorio no oficial en línea en un sitio digital llamado "thefacebook.com" (el precursor del servicio Facebook), para frustración del similar proyecto oficial en línea de la propia universidad, que tardaba demasiado tiempo en las respuestas.
El desarrollo de un directorio de perfiles en el campus había sido elaborado teniendo en cuenta y respetando ciertas cuestiones relativas a la intimidad y la privacidad, muchas de las cuales se pusieron en tela de juicio en noviembre de 2003, precisamente cuando Mark Zuckerberg fue acusado de violar la seguridad del sistema, y de violar derechos de autor e intimidad individual. En efecto, Zuckerberg había creado su sitio web, www.facemash.com, usando fotos copiadas sin autorización de Harvard, y además también usando otro tipo de imágenes con la intención de atraer la atención de los estudiantes.